# 栄町停留場 (北海道)
栄町停留場（さかえちょうていりゅうじょう）は、かつて函館市栄町及び東川町にあった函館市交通局（現・函館市企業局交通部、函館市電）の停留所である。

## 構造
- 2面2線の相対式ホーム（交差点の中心を点対称にホームが設置されている）であった。

## 周辺
- 東川広路
- 善光寺
- 正法寺

## 歴史
函館市企業局交通部#歴史を参照。 

## 隣の停留場
函館市交通局
東雲線（1992年4月1日廃止）
宝来町停留場 - 栄町停留場 - 労働会館前停留場